# TCG Gökova (F-496)
TCG Gökova (F-496) là tàu chiến thuộc lớp Oliver Hazard Perry thuộc biên chế Hải quân Thổ Nhĩ Kỳ. Tên gọi của tàu bắt nguồn từ Gökova là một thị trấn thuộc huyện Ula, tỉnh Muğla, Thổ Nhĩ Kỳ. Dân số thời điểm năm 2011 là 1.951 người.
Tàu nguyên là USS Samuel Eliot Morison (FFG-13), phục vụ trong biên chế Hải quân Hoa Kỳ. Tàu lấy tên theo Chuẩn Đô Đốc Samuel Eliot Morison (1887–1976), một trong những nhà sử học hải quân nổi tiếng nhất nước Mỹ, người đã viết hơn 40 cuốn sách về lịch sử hải quân. "Samuel Eliot Morison" là con tàu đầu tiên có tên đó trong Hải quân Hoa Kỳ.

## Phục vụHải quân Thổ Nhĩ Kỳ
Hải quân Thổ Nhĩ Kỳ đã bắt đầu hiện đại hóa tàu chiến lớp G với hệ thống quản lý chiến đấu GENESIS (Gemi Entegre Savaş İdare Sistemi) vào năm 2007. Tàu nâng cấp GENESIS đầu tiên đã được đưa ra vào năm 2007 và chuyến phân phối cuối cùng được lên kế hoạch cho năm 2011. Các tàu khu trục nhỏ lớp "Oliver Hazard Perry" hiện đang là một phần của Hải quân Thổ Nhĩ Kỳ đã được sửa đổi với hệ thống hạ cánh ASIST tại nhà máy đóng tàu hải quân Gölcük, để chúng có thể chứa trực thăng bay trực thăng SH-60 Seahawk. Thổ Nhĩ Kỳ đang có kế hoạch bổ sung một hệ thống tên lửa đạn đạo Mark 41 Vetiver cho chiếc RIM-162 ESSM, sẽ được lắp đặt về phía trước của hiện tại Mk 13 missile launcher, tương tự như trường hợp trong chương trình hiện đại hóa của tàu khu trục Úc lớp "Adelaide". TCG Gediz was the first ship in the class to receive the Mk 41 VLS installation. Ngoài ra còn có kế hoạch xây dựng các thành phần mới đang được phát triển cho các tàu chiến lớp [Milgem] - tàu lớp (lớp Ada) và tàu khu trục hạng F-100 của Hải quân Thổ Nhĩ Kỳ. Các loại radar này bao gồm radar ba chiều hiện đại và X-band được phát triển bởi Aselsan và các sonar được làm bởi Thổ Nhĩ Kỳ. Một trong số các tàu khu trục hạng G cũng sẽ được sử dụng thử AAW cho các tàu khu trục nhỏ lớp TF-2000 của Thổ Nhĩ Kỳ. AAW hiện đang được Viện Hải quân Thổ Nhĩ Kỳ thiết kế.
Vào ngày 11 tháng 4 năm 2002, Samuel Eliot Morison đã được ngừng hoạt động và chuyển giao cho Thổ Nhĩ Kỳ, nơi tàu được đổi tên thành TCG Gökova (F 496) và thay tên lớp Oliver Hazard Perry trở thành lớp G trong biên chế Hải quân Thổ Nhĩ Kỳ. Đến năm 2015, tàu vẫn đang hoạt động tích cực.

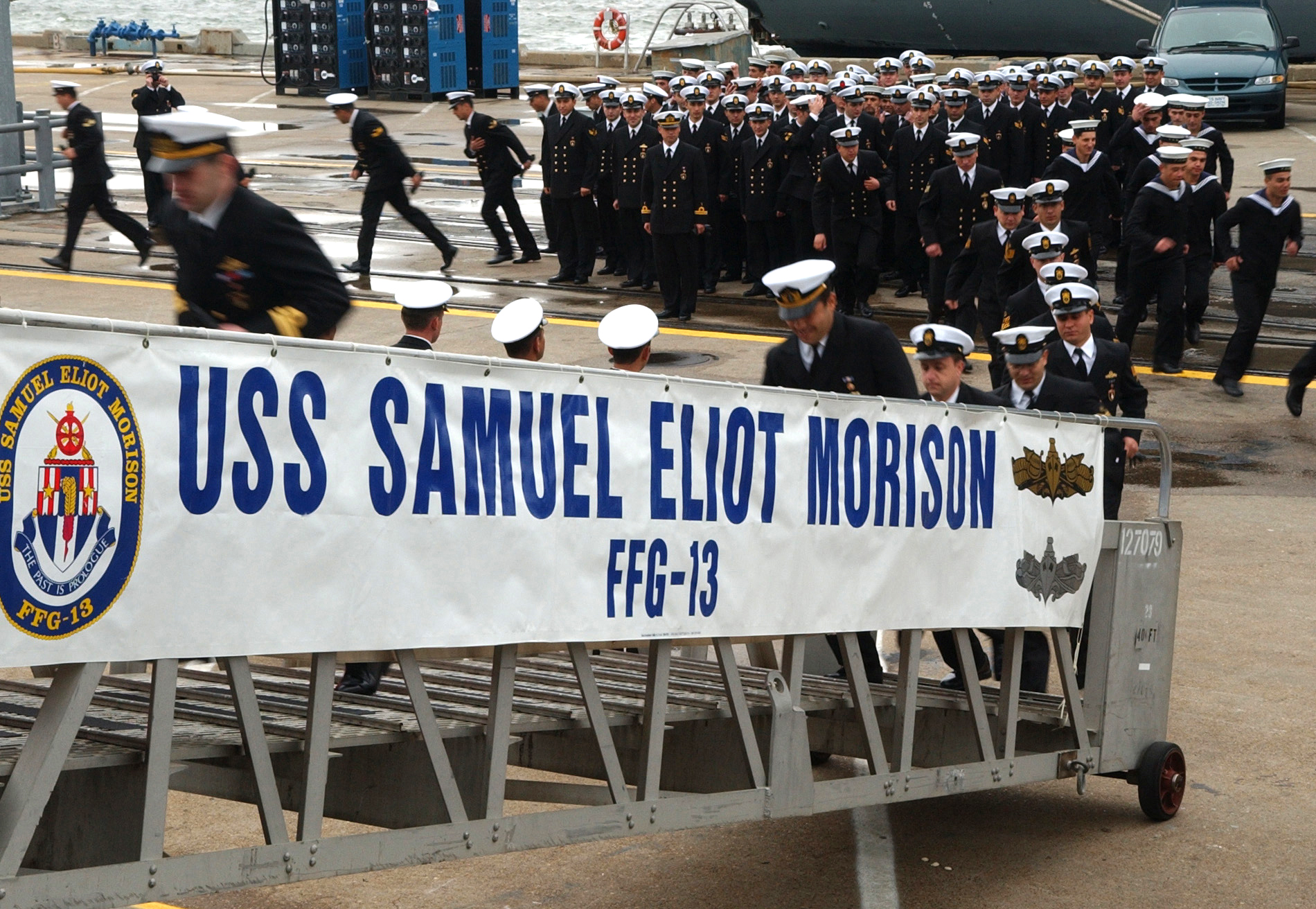
USS Samuel Eliot Morison (FFG-13)